# NGC 5693
NGC 5693 (również PGC 52194 lub UGC 9406) – galaktyka spiralna z poprzeczką (SBd), znajdująca się w gwiazdozbiorze Wolarza. Odkrył ją 13 kwietnia 1850 roku George Stoney – asystent Williama Parsonsa.